# Metakognitives Training bei Depression
Das Metakognitive Training bei Depression (D-MKT) ist ein Ansatz zur Behandlung von depressiven Patienten und versteht sich als Weiterentwicklung der kognitiven Verhaltenstherapie.

## Hintergrund
Metakognition bedeutet kurz gefasst, „das Denken über das Denken“. Im D-MKT werden, entsprechend aktueller Forschungsergebnisse, depressionstypische Denkverzerrungen (z. B. „Sollte-Aussagen“ und „Geistiger Filter“) besprochen. Darüber hinaus werden im Training auch Verzerrungen in der allgemeinen Informationsverarbeitung im Sinne eines kognitiven Stils (z. B. Gedächtnis, Emotionserkennung) sowie dysfunktionale Bewältigungsstrategien (z. B. Grübeln, Gedankenunterdrückung), die typisch sind für eine Depression, thematisiert. Erste randomisiert-kontrollierte Studien stützten die Machbarkeit des Ansatzes und berichteten Anzeichen für seine Wirksamkeit über die unmittelbare Interventionsperiode hinaus.